# Cyrtomium micropterum
Cyrtomium micropterum är en träjonväxtart som först beskrevs av Kze., och fick sitt nu gällande namn av Ren-Chang Ching. Cyrtomium micropterum ingår i släktet Cyrtomium och familjen Dryopteridaceae. Inga underarter finns listade.